# Nonards
Nonards ist eine Gemeinde im Bereich des Zentralmassivs in Frankreich. Sie gehört zur Region Nouvelle-Aquitaine, zum Département Corrèze, zum Arrondissement Brive-la-Gaillarde und zum Kanton Midi Corrézien. Sie grenzt im Norden an Tudeils und Chenailler-Mascheix, im Osten an Brivezac, im Süden an Beaulieu-sur-Dordogne und Sioniac sowie im Westen an Curemonte und Puy-d’Arnac. Das Gemeindegebiet wird vom Flüsschen Ménoire durchquert.

## Wappen
Beschreibung: In Rot vorn über ein gedrückter silberner Sparren, darüber schwebend zwei silberne Herzen, darunter ein liegender silberner Halbmond, hinten ein goldener Schrägbalken.

## Bevölkerungsentwicklung
| Jahr      | 1962 | 1968 | 1975 | 1982 | 1990 | 1999 | 2008 | 2017 |
| --------- | ---- | ---- | ---- | ---- | ---- | ---- | ---- | ---- |
| Einwohner | 472  | 434  | 363  | 359  | 353  | 334  | 422  | 447  |

## Sehenswürdigkeiten
- Kirche Saint-Martin aus dem 13. Jahrhundert mit einem Fresko aus dem 14. Jahrhundert
- Kapelle aus dem 17. Jahrhundert
- Château d’Arnac mit dazugehörender Mühle aus dem 15. Jahrhundert